# Bengt Ahlgren
Bengt Adolf Ahlgren, född 27 juni 1900 i Gävle, död 27 oktober 1985 i Gävle, var en svensk jurist och företagsledare.
Ahlgren var son till företagsledaren Adolf Ahlgren och Anna Preutz. Efter studentexamen i Gävle 1919 studerade han juridik i Uppsala. Han blev juris kandidat där 1926, gjorde sin tingstjänstgöring i Falu domsaga 1927 och blev anställd vid advokatkontor i Lübeck 1928 och Gävle 1930. Han studerade vid Handelshögskolan i Stockholm och blev diplomerad (DHS) därifrån 1930. Samma år började han på familjeföretaget Ahlgrenkoncernen i Gävle, blev direktörsassistent 1933 och disponent samma år. 1939 blev han vice verkställande direktör för att 1950 efterträda som verkställande direktör.
Han var dansk konsul i Gävle och blev liksom sin far fullmäktig i Gävle handelskammare (från 1941). Ahlgren hade utmärkelserna kommendör av Vasaorden (KVO) och riddare av Danska Dannebrogorden (RDDO).
Bengt Ahlgren gifte sig första gången 1924 med Margit Öberg (1904–1969), dotter till direktören Knut Öberg och Maria Norrström. De fick sönerna Robert (1924–2010), Lennart (1927–1995), Sture (1930–2008) och Björn (född 1936).
Andra gången var han gift från 1970 till sin död med Ingrid Maria Ahlgren (född 1917). Han är begravd på Skogskyrkogården i Gävle.